# Dobrovnik
Dobrovnik (mađarski: Dobronak) je naselje i središte istoimene općina u sjevernoj Sloveniji. Dobrovnik se nalaze u istočnom dijelu pokrajine Prekmurje na granici s Mađarskom.

## Stanovištvo
Prema popisu stanovništva iz 2002. godine Dobrovnik je imao 933 stanovnika.

## Vanjske poveznice
- Satelitska snimka naselja, plan naselja  Arhivirana inačica izvorne stranice od 29. srpnja 2017. (Wayback Machine)